# Olivia Hussey
Olivia Hussey, született Olivia Osuna néven (Buenos Aires, 1951. április 17. – Burbank vagy San Francisco, 2024. december 27.) Golden Globe-díjas angol színésznő. 
Franco Zeffirelli 1968-as Rómeó és Júlia című filmjében Júlia szerepével lett híres. Golden Globe- és David di Donatello-díjakat szerzett a mű nyomán.
1974-ben Jess Bradfordot alakította a Fekete karácsonyban. Híres filmjei közé tartozik még A názáreti Jézus (1977), a Halál a Níluson (1978), a Pulykavadászat (1982), és a Psycho 4. – Ahogyan kezdődött (1990).

## Életútja
Buenos Airesben született, Argentínában, római katolikus vallású családban. Hétéves volt, amikor öccsével Londonban élő angol anyjukhoz költöztek. Itt jelentkezett az Italia Conti Academy színiskola öt éves képzésére.
2023 elején, az akkor 71 éves színésznő és filmbéli partnere, a 72 éves Leonard Whiting beperelte a kaliforniai bíróságon a Paramount Pictures filmstúdiót, mert Franco Zeffirelli rendező meztelenül szerepeltette az akkor még fiatalkorú színészeket a Rómeó és Júlia című emlékezetes filmjében. A keresetet a Los Angeles-i Legfelsőbb Bíróság 2023. május 25-én elutasította.

## Filmográfia

### Film
| Év   | Magyar cím                    | Eredeti cím                             | Szerep               | Magyar hang    |
| ---- | ----------------------------- | --------------------------------------- | -------------------- | -------------- |
| 1965 |                               | The Battle of the Villa Fiorita         | Donna                |                |
| 1965 |                               | Cup Fever                               | Jinny                |                |
| 1968 | Rómeó és Júlia                | Romeo and Juliet                        | Júlia                | Venczel Vera   |
| 1968 | Rómeó és Júlia                | Romeo and Juliet                        | Júlia                | Málnai Zsuzsa  |
| 1971 |                               | All the Right Noises                    | Val                  |                |
| 1971 |                               | H-Bomb                                  | Erica                |                |
| 1972 |                               | Un verano para matar                    | Tania Scarlotti      |                |
| 1973 | A Kék Hold völgye             | Lost Horizon                            | Maria                |                |
| 1974 | Fekete karácsony              | Black Christmas                         | Jess Bradford        |                |
| 1978 | Halál a Níluson               | Death on the Nile                       | Rosalie Otterbourne  | Jani Ildikó    |
| 1978 | Halál a Níluson               | Death on the Nile                       | Rosalie Otterbourne  | Németh Borbála |
| 1979 |                               | The Cat and the Canary                  | Cicily Young         |                |
| 1980 |                               | Fukkatsu no hi                          | Marit                |                |
| 1980 |                               | The Man with Bogart's Face              | Elsa                 |                |
| 1982 | Pulykavadászat                | Turkey Shoot                            | Chris Walters        | Dudás Eszter   |
| 1987 |                               | Distortions                             | Amy Marks            |                |
| 1989 | Az aranyműves boltja          | La bottega dell'orefice                 | Thérèse              | Tóth Enikő     |
| 1990 |                               | Sheng zhan feng yun                     | Rebecca Eche         |                |
| 1993 | Felfedezőúton a delta lovagok | Quest of the Delta Knights              | The Mannerjay        |                |
| 1994 | Ments meg, mert ölnöm kell!   | Save Me                                 | Gail                 |                |
| 1995 |                               | Ice Cream Man                           | Wharton nővér        |                |
| 1995 |                               | Bad English I: Tales of a Son of a Brit | ismeretlen szerep    |                |
| 1996 |                               | The Lord Protector: The Dark Mist       | Ősök hangja (hangja) |                |
| 1998 | Néma sikolyok                 | The Gardener                            | Mrs. Carter          | Molnár Zsuzsa  |
| 1998 |                               | Shame, Shame, Shame                     | terapeuta            |                |
| 2000 |                               | El grito                                | Laura                |                |
| 2001 | A tökéletes préda             | Island Prey                             | Catherine Gaits      |                |
| 2005 |                               | Headspace                               | Dr. Karen Murphy     |                |
| 2006 |                               | Seven Days of Grace                     | Jewel                |                |
| 2007 |                               | Tortilla Heaven                         | Petra                |                |
| 2008 |                               | Three Priests                           | Rachel               |                |
| 2008 |                               | I Am Somebody: No Chance in Hell        | Mrs. Duncan          |                |
| 2015 |                               | Social Suicide                          | Julia anyja          |                |

### Televízió
- Teréz anya – A szegények szolgálója (2003)
- Superman (1999)
- Psycho 4. – Ahogyan kezdődött (1990)
- Korzikai testvérek (1985)
- Ivanhoe (1982)
- A kalóz (1978)
- The Cat and the Canary (1978)
- A názáreti Jézus (1977)